# Michał Rossler-Moczulski
Michał Emil Rossler-Moczulski (ur. 15 maja 1889 w Drohobyczu, zm. 7 lipca 1967) – polski mikrofotograf i makrofotograf naukowy. 

## Życiorys
Uczeń pioniera polskiej fotografii Wilhelma Russa, u którego pracował w zakładach fotograficznych w Drohobyczu, Borysławiu i Truskawcu. Po śmierci Russa prowadził jego zakład w Drohobyczu przy ul. Mickiewicza 24, a następnie własny zakład w Warszawie. 
Po wybuchu II wojny światowej działał w podziemiu jako żołnierz Armii Krajowej, podczas przeprawy przez Wisłę został ranny. Wykonywał zdjęcia dokumentujące działania partyzanckie i wojenne. 
Po zakończeniu wojny pełnił funkcję kierownika pracowni fotografii naukowej w klinice dermatologicznej przy ul. Lindleya w Warszawie. Był autorem zdjęć do książek Stefanii Jabłońskiej: „Badania czynnościowe skóry” z 1953 r. oraz „Choroby weneryczne i choroby skóry” z 1955 r., ponadto jego zdjęcia zostały wykorzystane w książce Romana Michałowskiego „Choroby błony śluzowej jamy ustnej” z 1956 r. 